# Армандаритс
Армандари́тс (фр. Armendarits) — коммуна во Франции, находится в регионе Новая Аквитания. Департамент — Атлантические Пиренеи. Входит в состав кантона Пеи-де-Бидаш, Амикюз и Остибар. Округ коммуны — Байонна.
Код INSEE коммуны — 64046.

## География

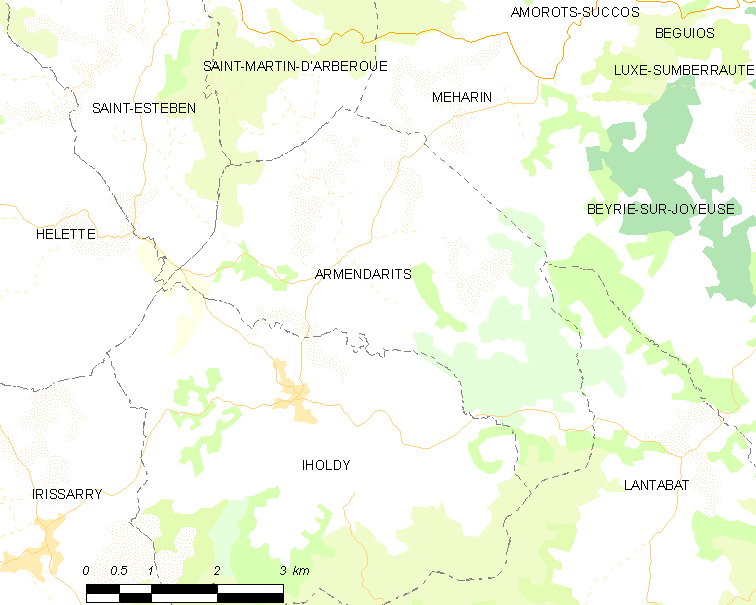
Карта коммуны

Коммуна расположена приблизительно в 680 км к юго-западу от Парижа, в 180 км южнее Бордо, в 65 км к западу от По.

## Климат
Климат тёплый океанический. Зима мягкая, средняя температура января — от +5°С до +13°С, температуры ниже −10 °C бывают редко. Снег выпадает около 15 дней в году с ноября по апрель. Максимальная температура летом порядка 20—30 °C, выше 35 °C бывает очень редко. Количество осадков высокое, порядка 1100 мм в год. Характерна безветренная погода, сильные ветры очень редки.

## Население
Население коммуны на 2010 год составляло 380 человек.
| 1962 | 1968 | 1975 | 1982 | 1990 | 1999 | 2010 |
| ---- | ---- | ---- | ---- | ---- | ---- | ---- |
| 446  | 420  | 396  | 386  | 372  | 356  | 380  |

## Администрация
| Период | Период | Фамилия            | Партия                                                         | Примечания                  |
| ------ | ------ | ------------------ | -------------------------------------------------------------- | --------------------------- |
| 1939   | 1964   | Бертран Ийарреборд |                                                                |                             |
| 1964   | 1986   | Жюльет Ришар       |                                                                |                             |
| 1986   | 1989   | Лоран Гара         |                                                                |                             |
| 1989   | 2020   | Люсьен Дельг       | Объединение в поддержку республики → Союз за народное движение | президент сообщества коммун |

## Экономика
В 2010 году среди 230 человек трудоспособного возраста (15—64 лет) 171 были экономически активными, 59 — неактивными (показатель активности — 74,3 %, в 1999 году было 77,0 %). Из 171 активных жителей работали 159 человек (85 мужчин и 74 женщины), безработных было 12 (5 мужчин и 7 женщин). Среди 59 неактивных 27 человек были учениками или студентами, 19 — пенсионерами, 13 были неактивными по другим причинам.

## Фотогалерея

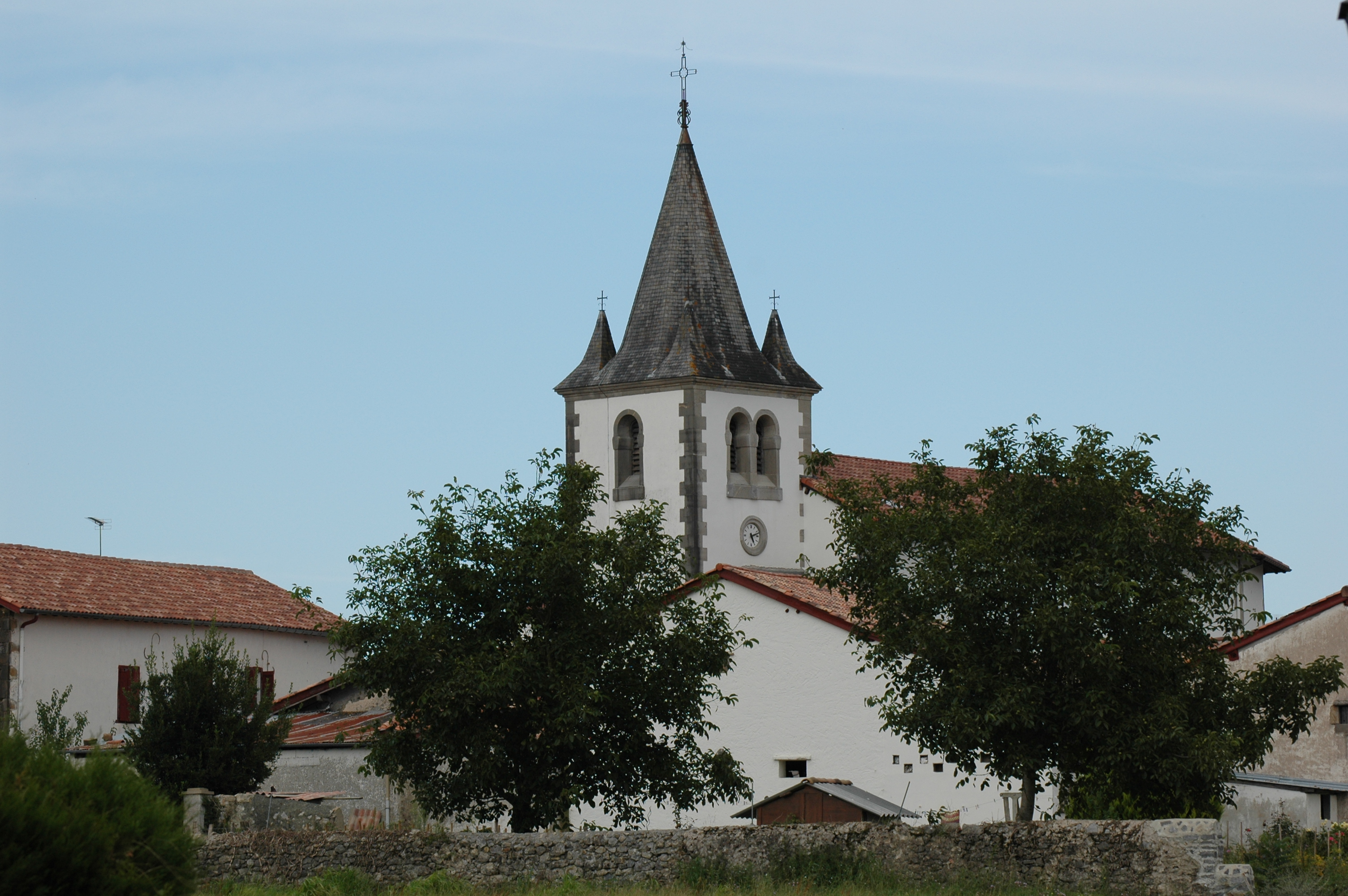
Церковь Нотр-Дам
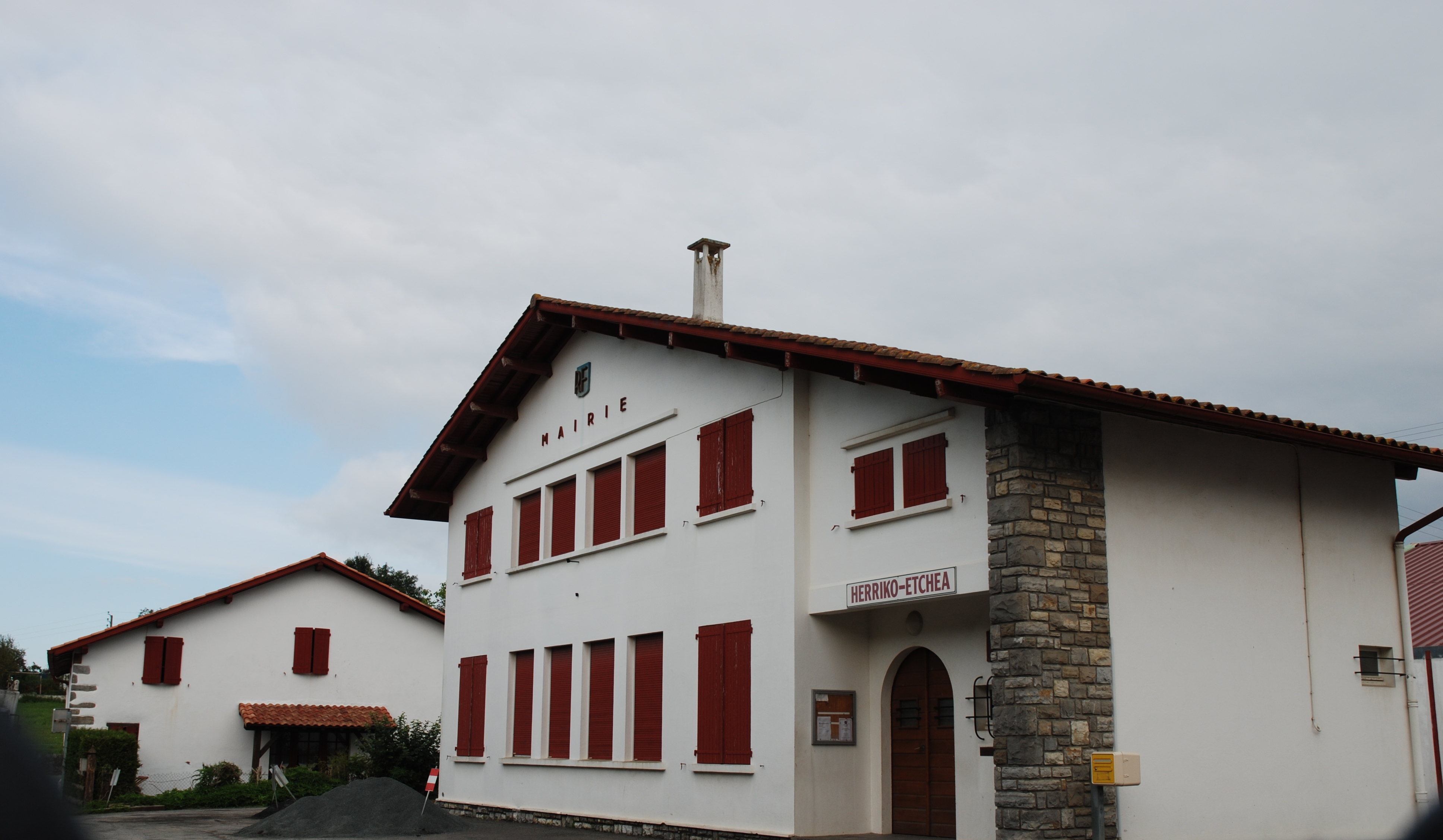
Мэрия
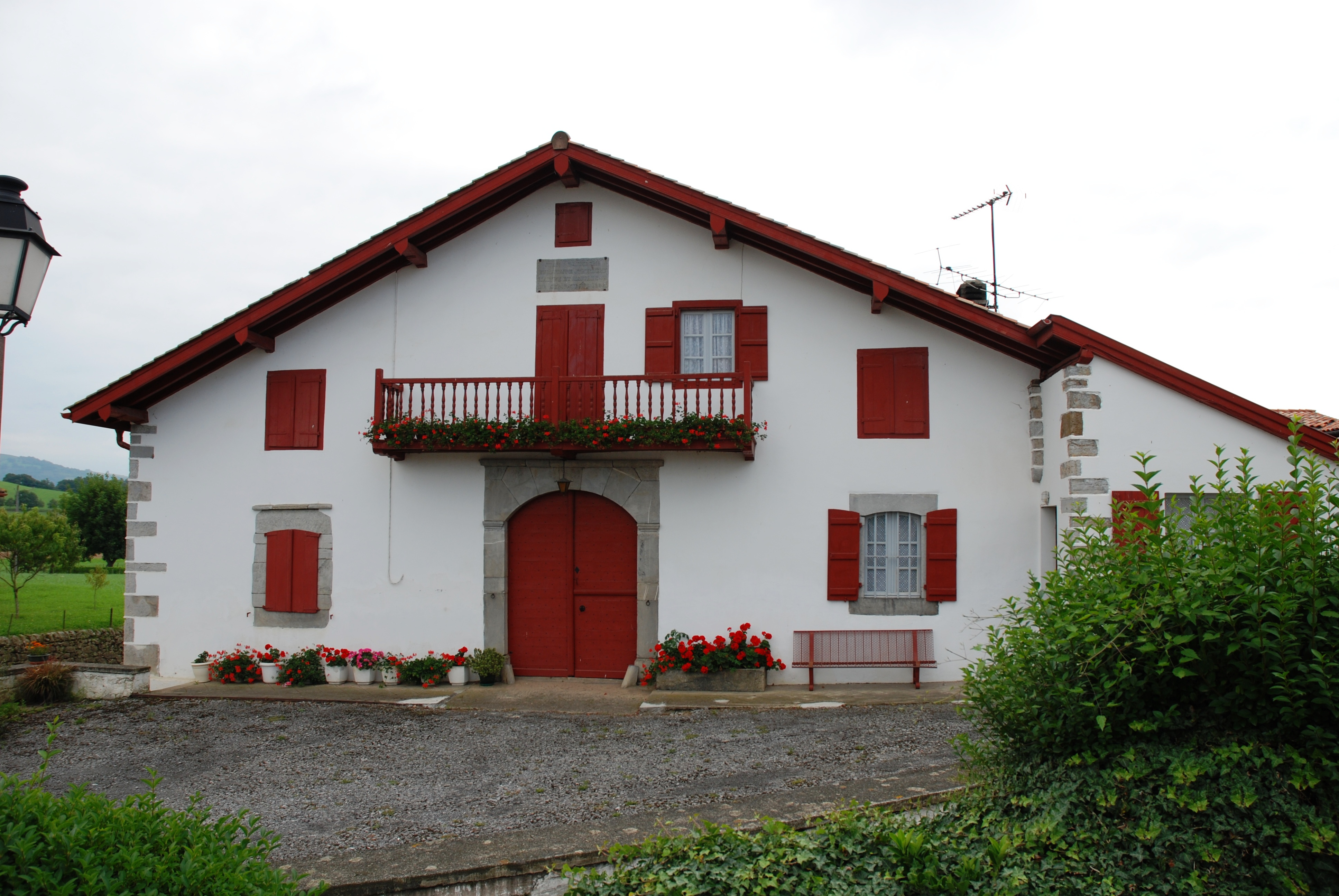
Дом
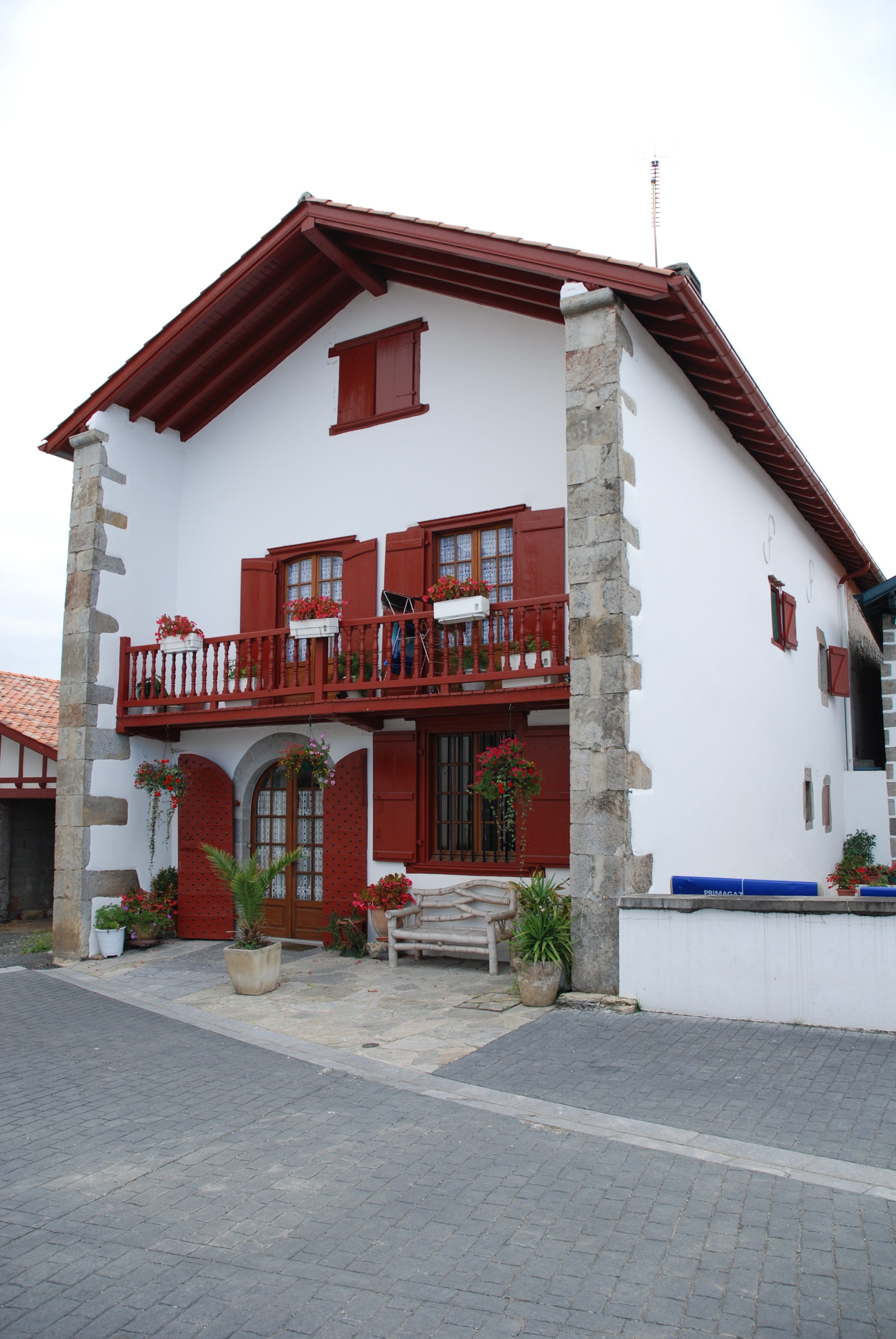
Дом
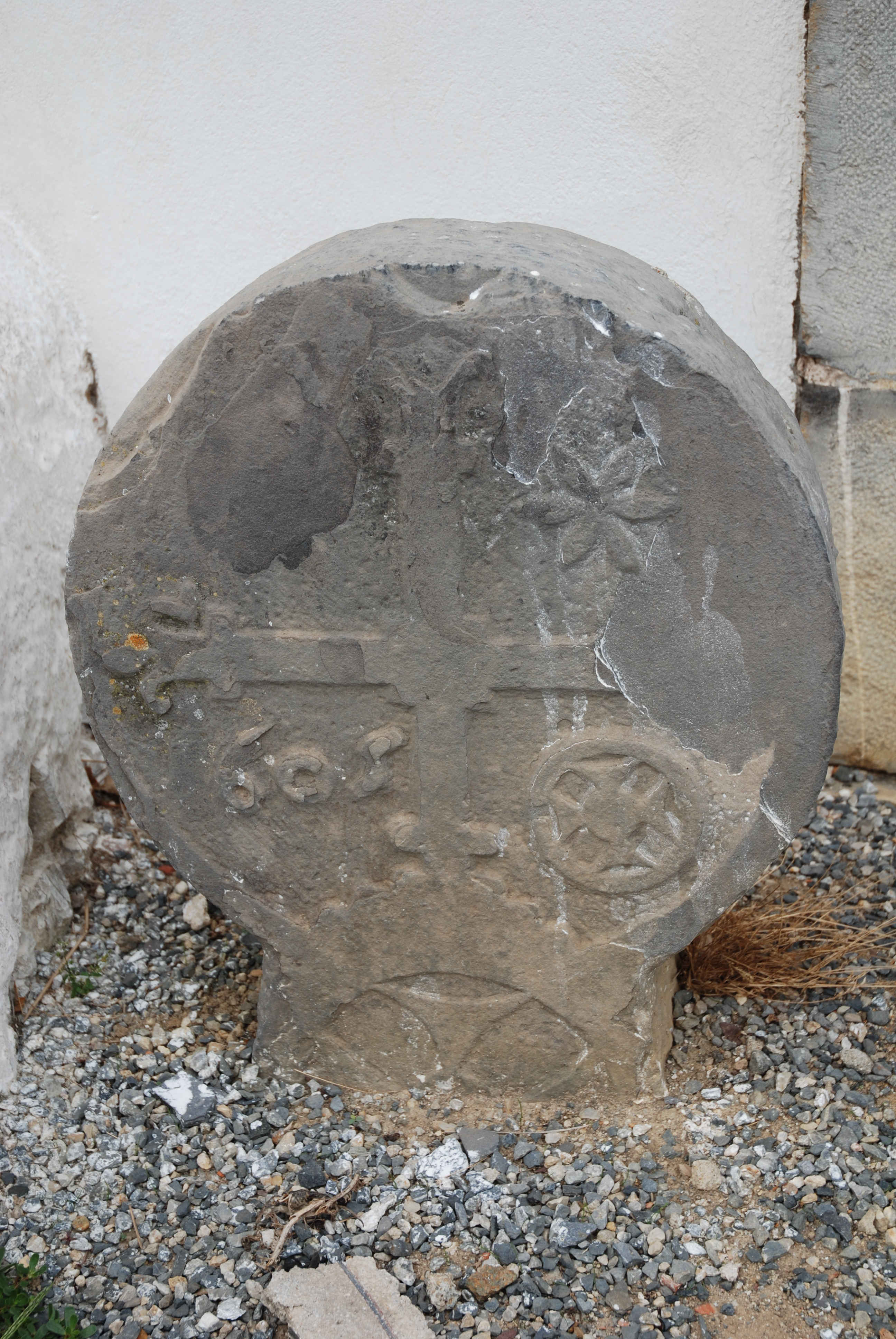
Баскская дискообразная стела
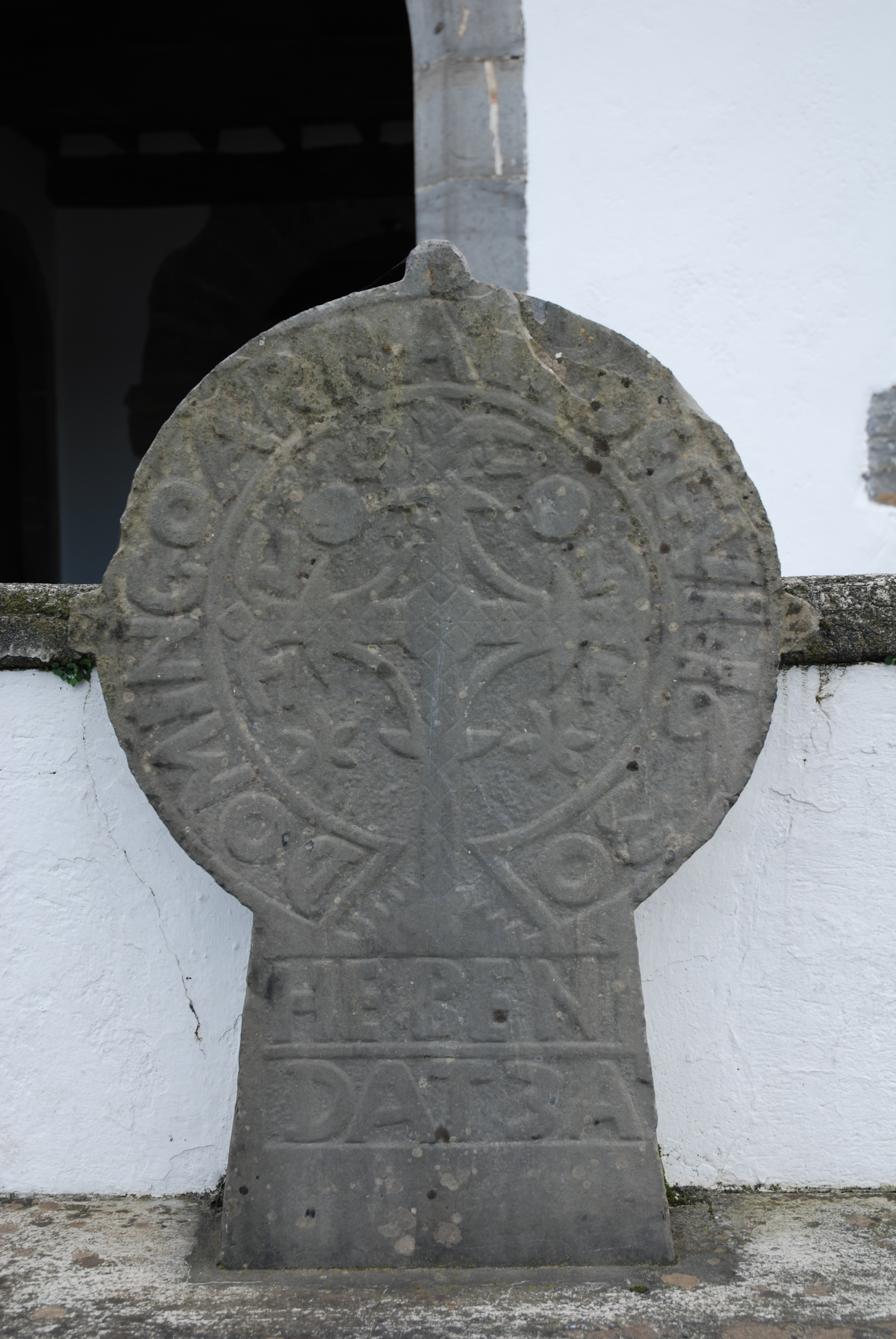
Баскская дискообразная стела
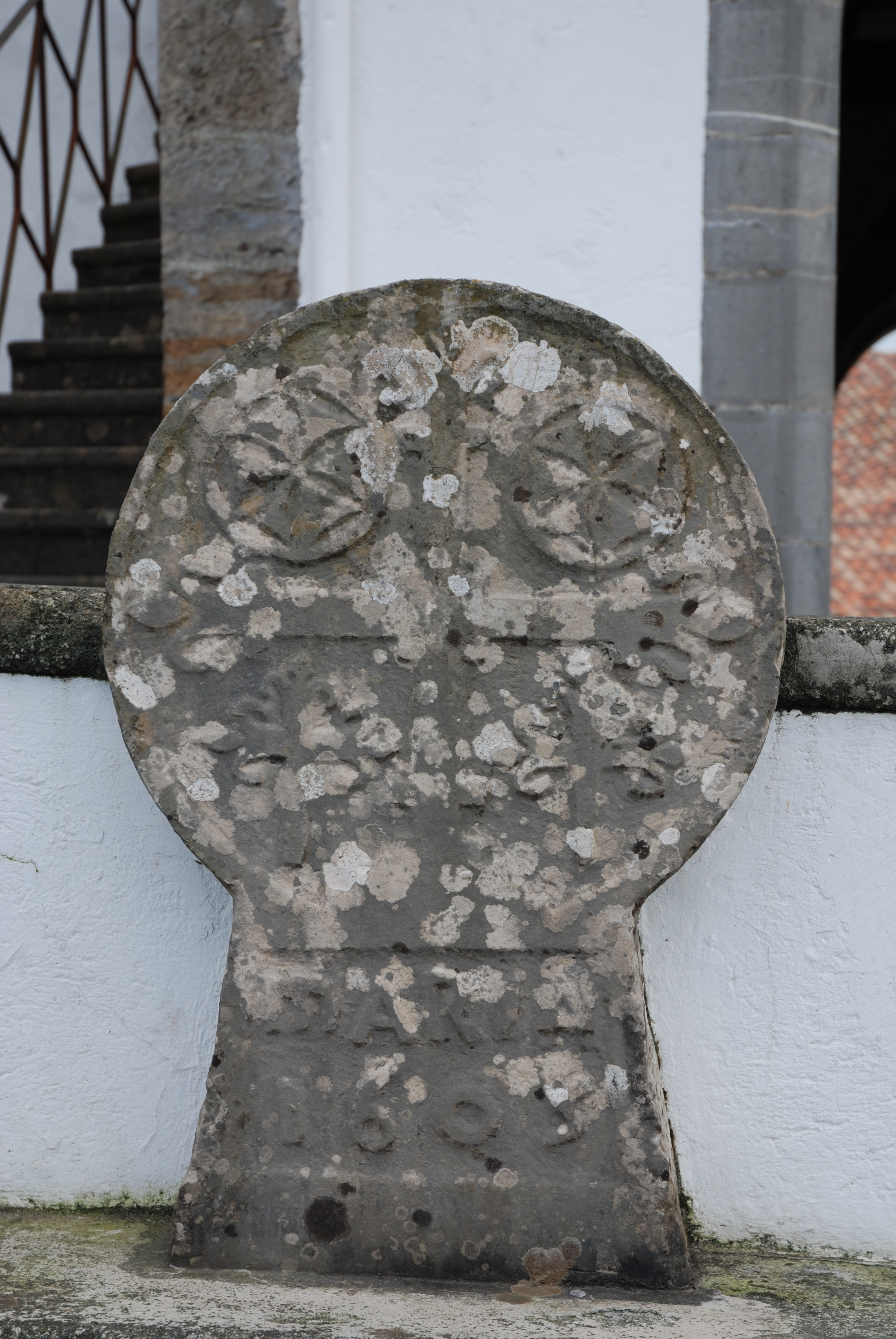
Баскская дискообразная стела